# 杏花邨
杏花邨是位於香港香港島東區白沙灣的一個大型私人屋苑。杏花邨於1986年至1989年分階段落成，發展商是前地下鐵路公司（現稱港鐵公司）與嘉里建設（佔60%）、僑光置業（佔25%）、Riverkent Limited（佔10%）及大新有限公司（佔5%）（1984年11月18日開始參與）所聯營之杏花邨發展有限公司合作發展，由現在的嘉里建設承建。由關善明建築師事務所負責設計，交通主要依賴港鐵港島綫杏花邨站。杏花邨建有48幢住宅大樓，共6504伙。
杏花邨為中原城市領先指數成份屋苑之一。

## 歷史
杏花邨所在的白沙灣在發展前，原是在柴灣以北的一片石灘，至1970年代配合地鐵建造工程，地下鐵路公司使用此地以建造地鐵海底隧道組件之用。1980年12月23日，香港政府正式批准地下鐵路公司分期興建港島綫，為興建柴灣車廠、杏花邨站及稍後通車的東區走廊筲箕灣站至柴灣站段，政府需在柴灣西至現在香港抗戰及海防博物館一帶進行填海工程，至1985年5月31日，杏花邨站隨港島綫首段通車，而柴灣車廠亦已啟用；至於東區走廊筲箕灣至柴灣段，則於1989年10月才通車，而港鐵亦在柴灣車廠擴建後，把位於隧道入口至杏花邨站的一段港島線地面部分安裝隔音屏障以減低噪音及防止高空墮物導致列車癱瘓事件。
為配合港鐵港島綫的發展，該海灣經填海後，於此設立港鐵柴灣車廠，並在其上和附近區域發展住宅項目。根據香港特別行政區政府法定圖則，杏花邨是港島規劃區第20區。

## 整體屋苑設計
杏花邨共有48座（當中不設第14座和第44座，共6504伙，不包括杏花園四座）。興建時由於屬前啟德機場飛機航道之下，所以樓高皆不過20層（46至50座除外，樓高22層）。第1至18座設在港鐵柴灣車廠上蓋及19-21座設在街市及停車場之上，樓層由5樓開始起計，統稱「上杏花」，以556至732平方呎的中小型單位為主，頂兩層並設1059至1356平方呎的連平台的複式單位，部分地方有時會受列車嘈音影響（現時已經安裝隔音屏障）。第22至50座為「下杏花」，設在白沙灣填海區，單位面積相對較大，24-39座為方廳設計，單位面積由597至856平方呎，而22，23，40-50座則為鑽石廳設計，單位面積由647－990平方呎，並以3房單位為主，27、29、30-33座設頂層複式；而22-26、28、34-50座頂層則設特色單位，下杏花位於海岸旁，環境清幽。可遠眺觀塘、油塘、藍田、調景嶺、將軍澳及日出康城。
- 上邨：15層（頂層複式、沒有1,2,3,4及14樓）
- 下邨：19層（沒有14樓）

## 杏花園
杏花園（英語：Heng Fa Villa）屬杏花邨發展計劃的其中一部份，1990年落成時被發展商嘉里集團獨立命名為杏花園，早年為嘉里建設高級職員宿舍，其後發展商曾將單位改作出租，再全數放售。與杏花邨一貫的一梯八伙井字型或鑽石型設計不同，杏花園採一層兩伙設計，2座合共64個單位，位處杏花邨西北端海邊一隅，與第27至30座由嶺南中學所分隔，由盛泰道一條支路前往，自成一國。杏花邨售樓書之前稱之為杏花邨51-52座，現在則稱A至D座，單位面積1287-1292平方呎，三房二廳連露台及工人房設計，戶戶向海，前臨鯉魚門，自設泳池及停車場。

## 屋苑設施
屋苑設有多個住戶停車場：其中兩個位於上邨（有蓋多層及無蓋各一）下邨亦兩個無蓋停車場。非住戶停車場則位於杏花新城商場及嶺南中學旁（杏花邨郵政局對面）。
屋苑設置杏花邨俱樂部，提供健身室、桌球室、游泳池、兩個羽毛球場及六個網球場。其他設施包括三個兒童遊樂場、小型遊樂場、長者健體區、一個籃球場及足球場。「下杏花」還設海濱長廊，供住戶及公眾人士享用。
屋苑獲水務署頒發「大廈優質供水認可計劃－食水(管理系統)」金證書及「大廈優質供水認可計劃－沖廁水」金證書，認可屋苑的供水系統得到妥善保養和檢查。

## 生活配套
生活配套方面，項目設有商場「杏花新城」，內有多間特色餐廳、超級市場、便利店、服飾和零售店舖。同時屋苑亦自設街市供住戶日常買餸。社區康樂設施方面，附近有海濱長廊及杏花邨遊樂場供公眾使用，屋苑亦毗鄰柴灣公園。

## 交通
交通方面，屋苑毗鄰港鐵杏花邨站，當中以第1至8座距離最近。而附近亦設巴士及小巴站，可乘搭相關交通工具來往小西灣、北角、灣仔及深水埗多處地方。

## 教育
杏花邨納入中學港島東區校網，而小學則隸屬16號校網，區內有不少中小學校舍，例如中華基督教會基灣小學（愛蝶灣）、慈幼學校、愛秩序灣官立小學、中華基督教會基灣小學及聖馬可小學等；中學則有庇理羅士女子中學、嘉諾撒書院、張祝珊英文中學、香港中國婦女會中學、聖馬可中學、港島民生書院及筲箕灣官立中學等優良學校。屋苑亦鄰近法國國際學校 (柴灣校舍)。而由杏花邨去香港大學和香港樹仁大學亦只需27分鐘。

## 廣告拍攝
- 1988年香港消防處宣傳片-小心爐火
- 2004年道路安全議會宣傳片-小巴設置安全帶

## 事件

### 颱風隱患

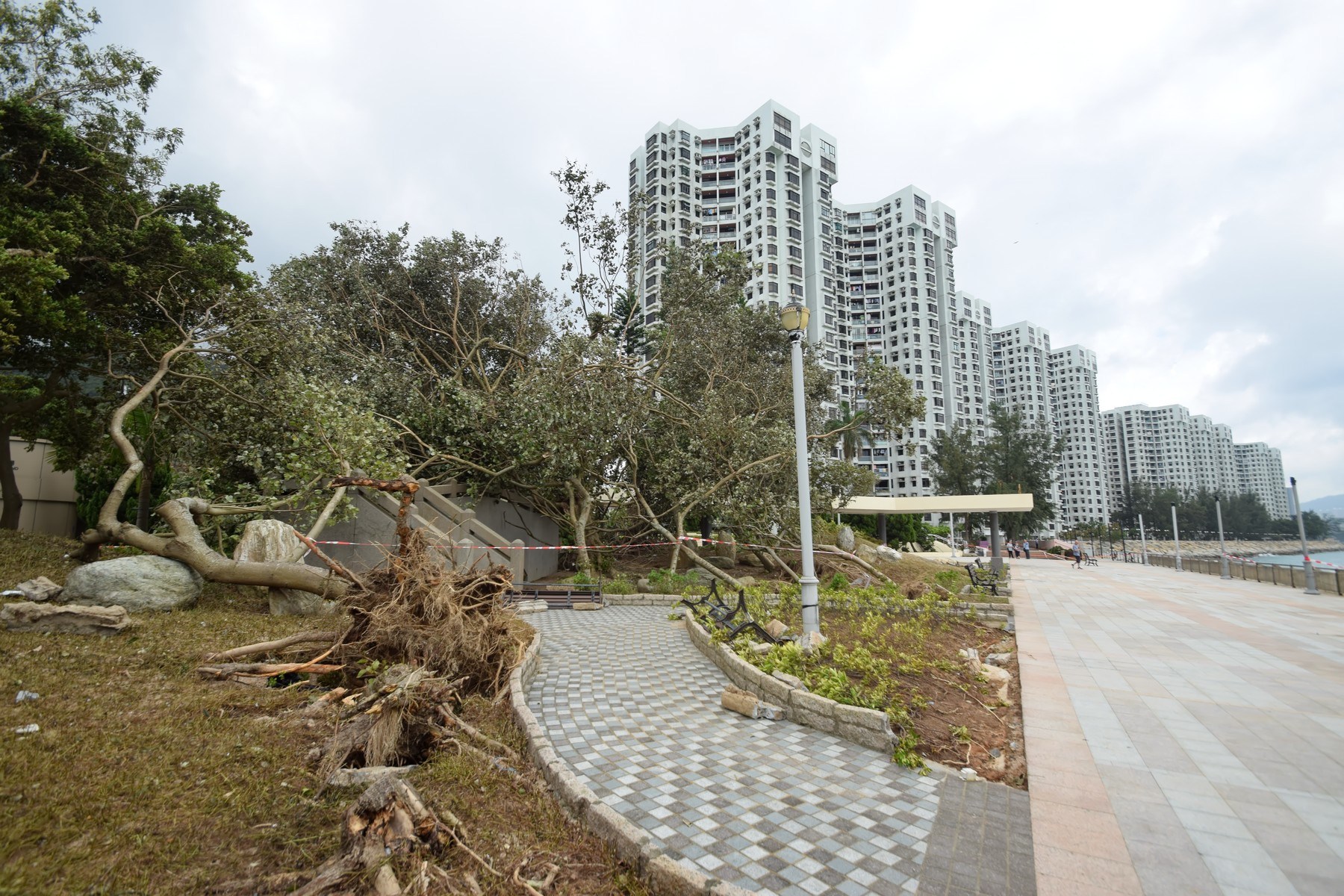
2017年8月，杏花邨遭受超強颱風天鴿吹襲，圖中可見多棵大樹吹斷，路邊石壆損壞，街燈也被吹毀

杏花邨地理上位於香港島東面臨海處，每當颱風襲港都首當其衝，面臨着巨大的颱風隱患。
- 1993年強烈熱帶風暴貝姬令邨內出現大水浸，隨後更多次因暴雨而引起海水倒灌。[4]
- 2008年颱風黑格比襲港期間，杏花邨公共地方出現海水倒灌情況。
- 2011年9月29日颱風納沙吹襲香港期間，柴灣一艘無載人的浮躉連同運沙船受颱風影響，斷錨並撞毀杏花邨49座對開岸邊的石壆及部份圍欄，50多名居民一度要疏散。一天後，在《在晴朗的一天出發》節目中，主持潘小濤改編了杜牧《清明》一詩，笑指：「借問巨躉何處有？牧童遙指杏花邨。」
- 2017年8月23日，吹襲香港，杏花邨再次出現海水倒灌情況，多處水浸，其中屋苑地下停車場完全淹沒，水深接近兩米，20多部車輛被浸沒頂。其間更有傳言多名車主浸死在停車場內，多名車主不滿管理公司疏忽。而地下大堂和低層單位也被海浪直拍入屋，造成大量損壞。[5]
- 2018年9月16日，吹襲香港，杏花邨再被重創，屋苑再次出現海水倒灌，部分住戶停水停電，升降機嚴重損毁，居民被困。停車場再次被浸淹沒，部分大堂玻璃爆破，岸邊以至邨內道路盛泰道全都被海水淹沒[6][7]，地上的磚頭和花槽大部分被海水沖毀。而且屋苑被大量海面垃圾包圍，特別是發泡膠盒和膠樽，居民事後發起清理行動，有網民戲言這是大自然對人類的報復，把塑膠廢物還給人類。[8]

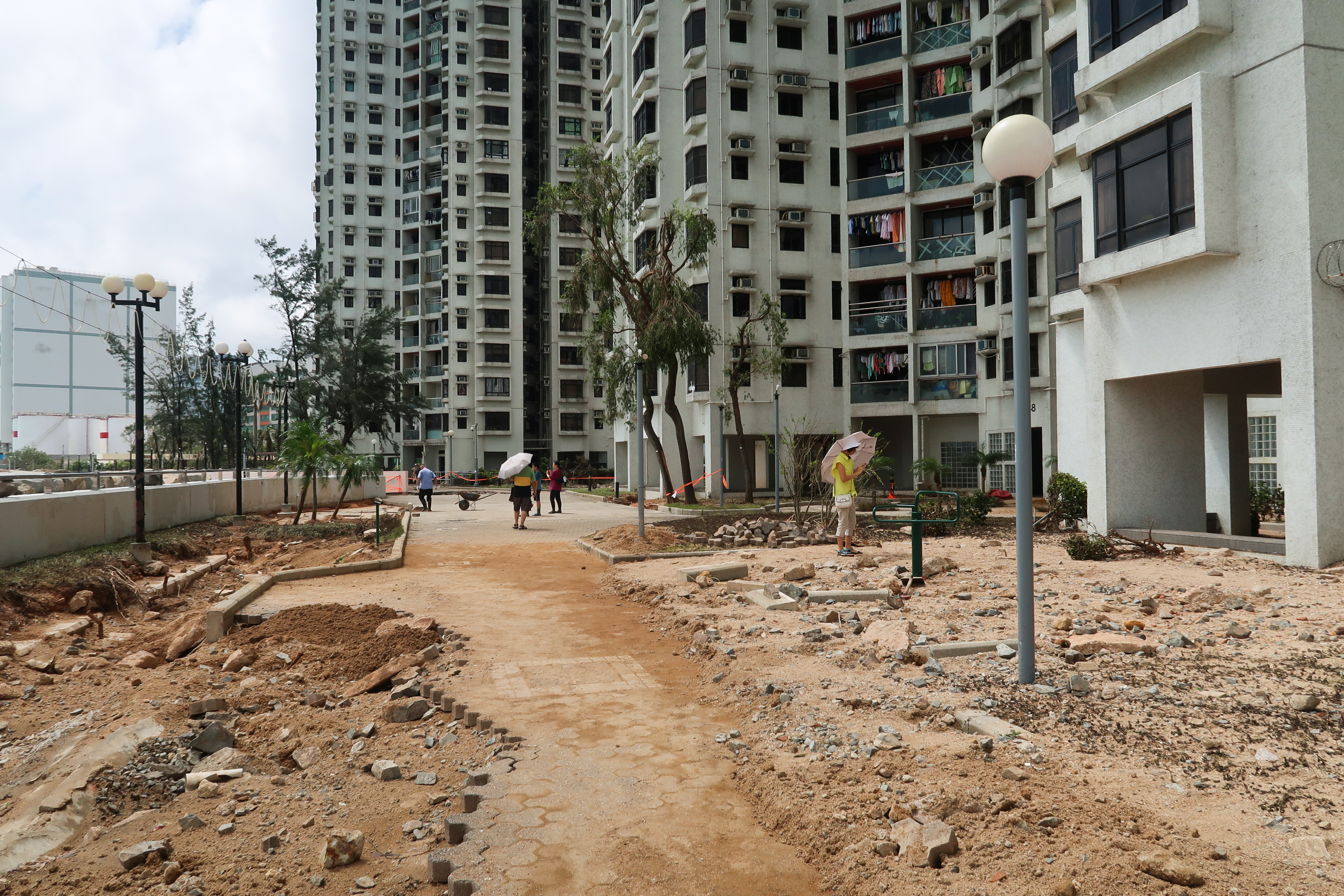
2018年9月，超強颱風山竹襲港，杏花邨海旁地上的磚頭和花槽被海水沖毀
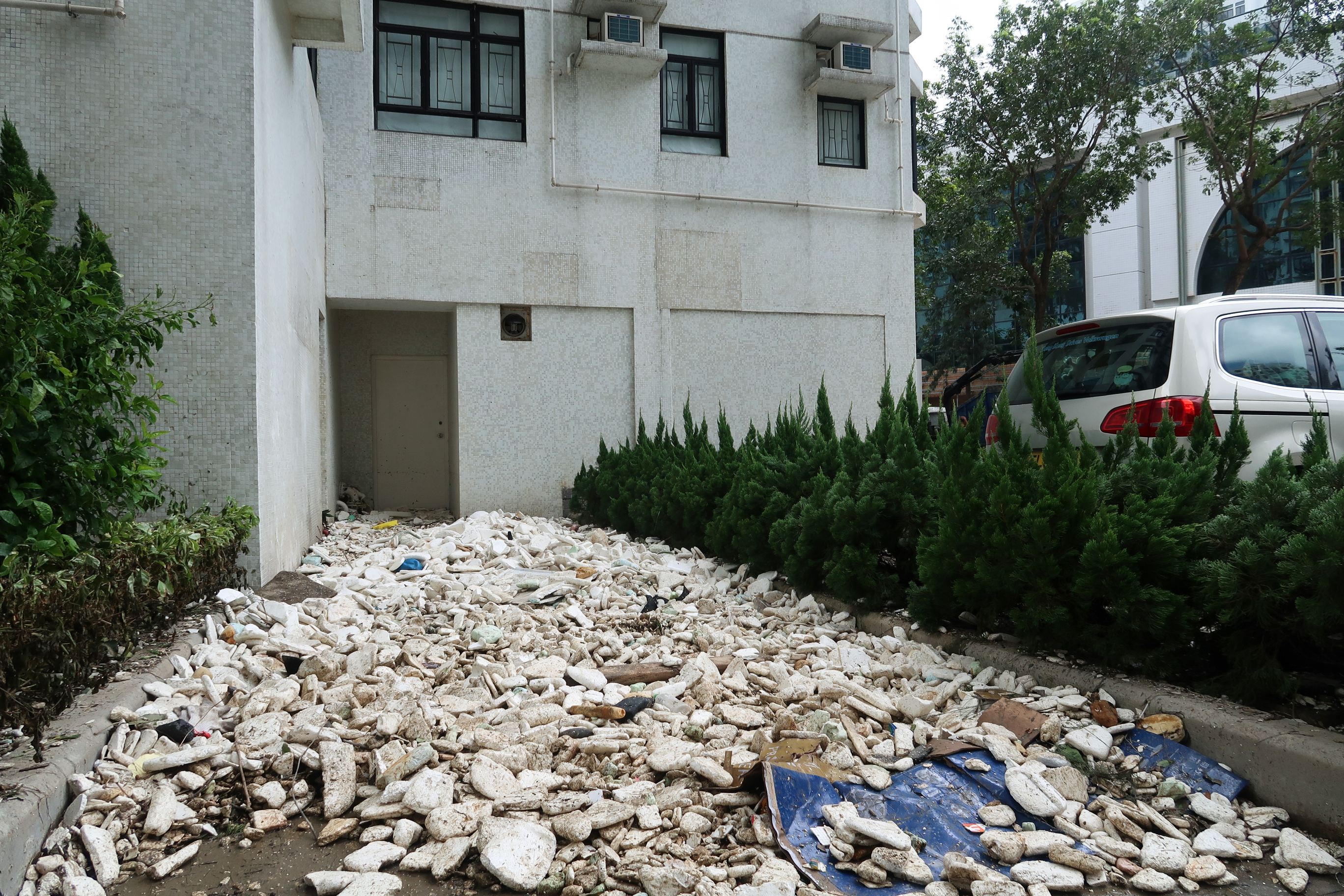
大量發泡膠佈滿路面
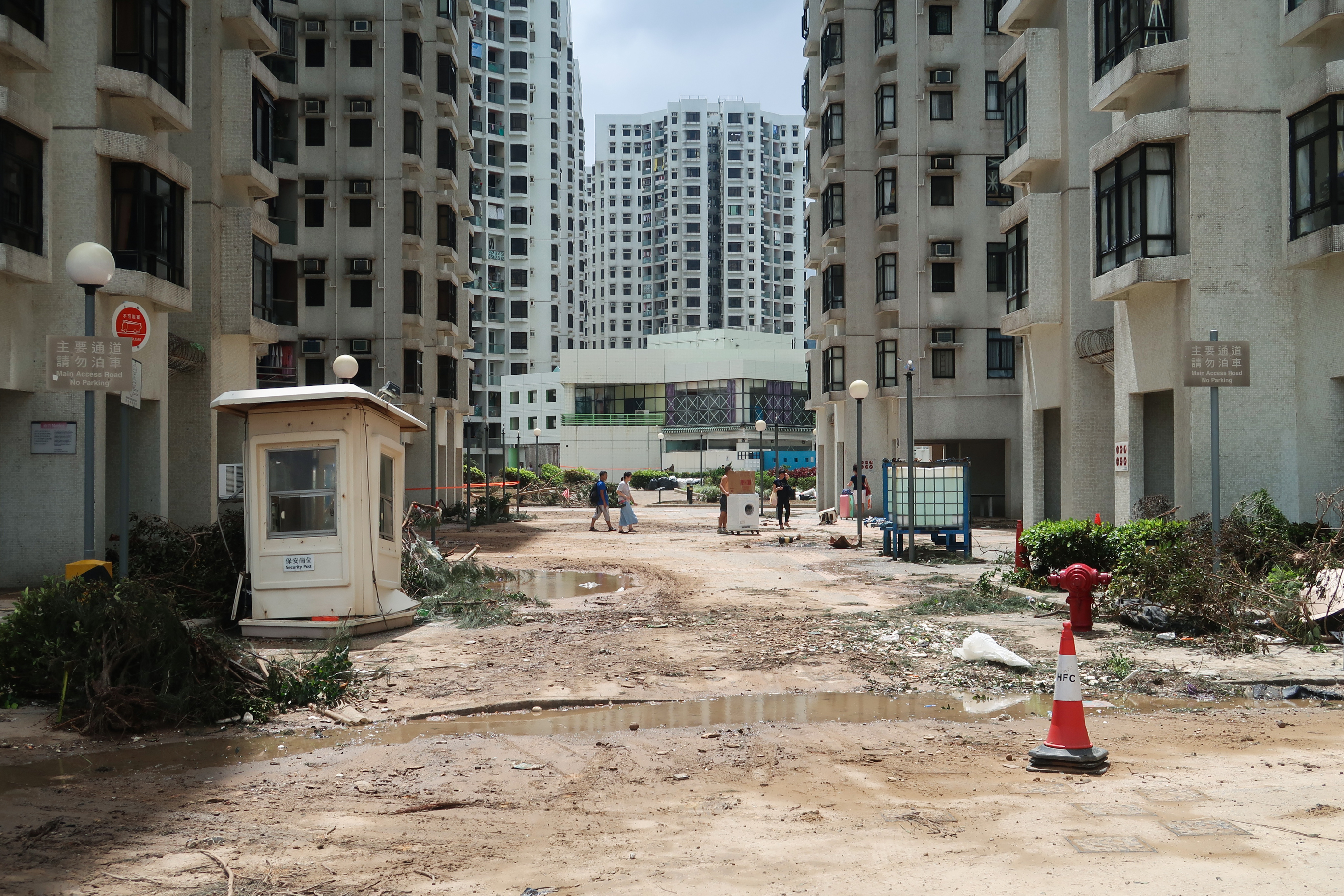
道路佈滿污泥
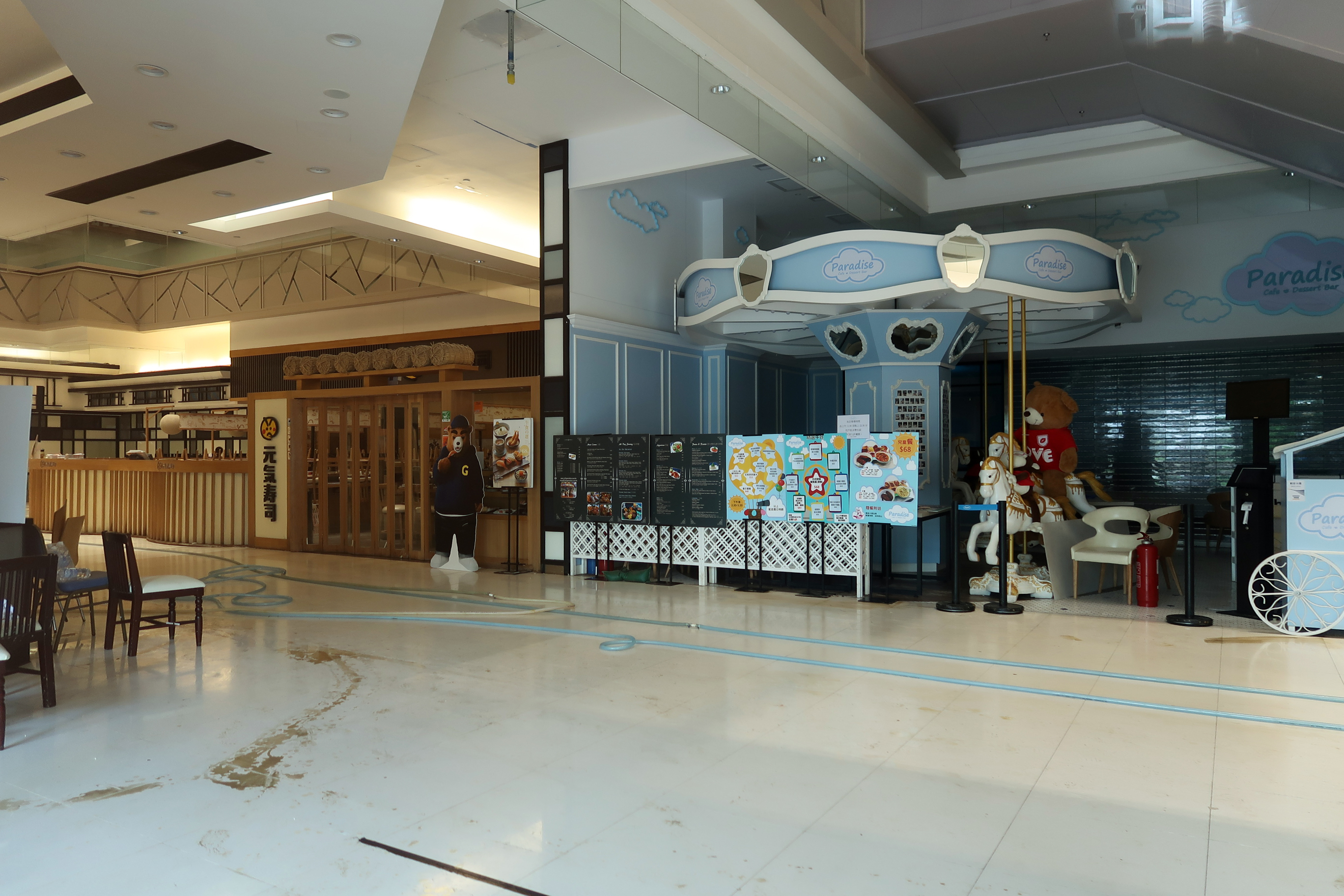
商場局部停電未能開放，商戶暫停營業
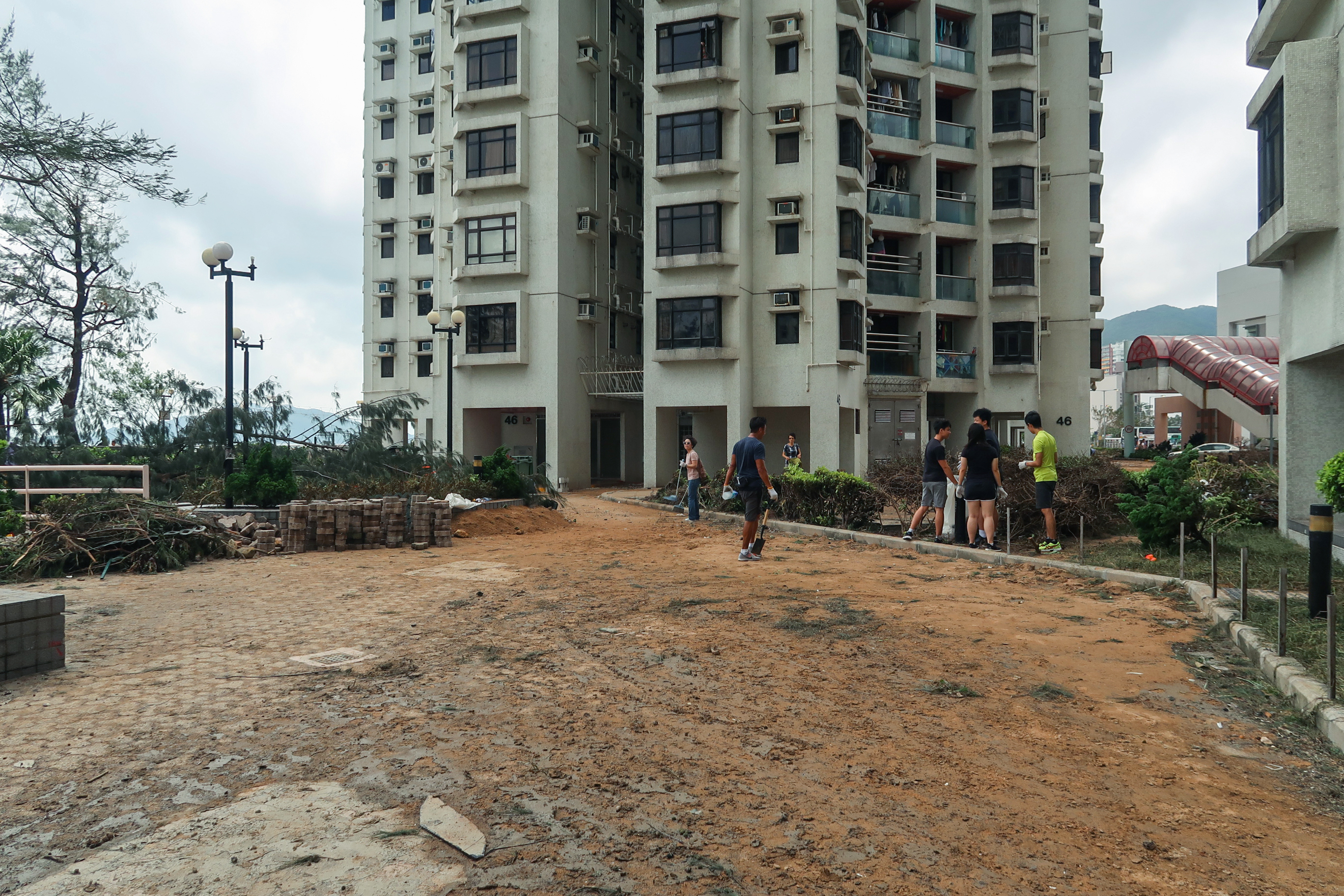
居民發起清理行動

- 2023年10月9日, 颱風小犬吹襲香港期間，杏花邨再水浸, 加了擋水板的停車場幸保不失，不過地面就完全失守，積水幾乎浸過花槽石壆，附近的多用途廣場亦變成水池，工作人員加緊疏通渠道。[9]

### 2019年反修例運動相關事件

#### 2019年9月7日多名防暴警察進駐杏花邨站
2019年9月7日，反修例運動期間，網民發起於多個港鐵商場集會，杏花新城亦於集會列表當中。另外，有消息指示威者會破壞全港多個港鐵站，警方故在全港多站佈防，杏花邨站亦不例外。當天有大量防暴警察進駐杏花邨站截查街坊，過程引起部份途人反對，導致不少人在短時間內聚集，並互相指罵。杏花邨業委會主席趕至現場，要求警方立即撤離。立場相異市民繼續互相謾罵，部份人士高叫口號，情況十分混亂。及後，當區區議員何毅淦到達現場，嘗試調停在場人士及向警方作出查詢。氣氛之後緩和，部份防暴警察亦撤離現場。整件事件中，雙方沒有發生肢體碰撞，一個多小時後群眾陸續散去。

#### 2019年10月1日11輛警車進入杏花邨
2019年10月1日，杏花邨發生懷疑打鬥事件。有杏花邨居民被發現毁壞連儂牆海報，並襲擊一名女居民。多人不值其所為，包圍並追捕有關人士，其於是跑向杏花邨保安室求助，要求職員協助報案處理。其後，警方派遣多名防暴及軍裝警察到場處理事件。有居民不滿事件中警方所用的警力過多，是選擇性執法，一度與警方對峙。部分居民在警方收隊離開後再次包圍保安部，要求職員解釋報警原因。據悉，當時業委會成員亦在警方離開後，進入保安部要求交代允許警方進入私人處所的原因。部份居民之後多晚繼續圍堵保安部，要求管理處作出交代。

## 軼事

#### 全球第11,000間麥當勞餐廳
全球第11,000間麥當勞餐廳在1989年4月23日於杏花邨開幕（香港分店編號048；分店位置不在杏花新城主體建築內，被盛泰道分隔）。經營近24年後，疑不獲業主港鐵續租，已於2013年2月13日正式結業。相隔大約半年後至8月7日，麥當勞於杏花新城東翼重新開業，舖位前身為扒王之王。

## 外部連結
杏花新城網站 （页面存档备份，存于）
22°16′38″N 114°14′22″E / 22.2772°N 114.2394°E